# Hof van Cleve
 (février 2024).
L'article doit être relu — et modifié si nécessaire — par des contributeurs indépendants pour apporter un regard critique aux contributions effectuées en violation des conditions d'utilisation de Wikipédia, tant sur la forme (notamment concernant le style encyclopédique, la proportionnalité) que sur le fond (la neutralité de point de vue, la qualité et l'indépendance des sources).
(Politique pour les contributions rémunérées | Comprendre le dépubage | En discuter)
Pour les articles homonymes, voir Cleve.
Hof van Cleve est un restaurant situé à Kruisem, en Belgique. Le chef se nomme Peter Goossens.
Le restaurant a obtenu trois étoiles  au Guide Michelin depuis 2005.

## Histoire
Hof van Cleve a commencé en tant que simple restaurant en Flandre dans les années 80. Le propriétaire l'a vendu à Peter Goossens en 1987 avec l'accord qu’il n’y ait pas de menus gastronomiques pendant 5 ans,.
Le restaurant gastronomique a été ouvert en 1992. Le nom vient de la famille qui a vécu à cet endroit jusqu'en 1968, la ferme (hof) de la famille Cleve.
Il a reçu le Prix Culinaire de la Table la Plus Délicieuse du Pays 2 ans plus tard. Il a également été récompensé pour la Meilleure Carte des Vins et la Meilleure Liste de Champagne (1994).
En 1994, le restaurant reçoit sa première étoile Michelin. En 1998, Hof van Cleve obtient sa deuxième étoile et en 2005 sa troisième étoile Michelin,,,,,.
Le restaurant a été le seul lieu gastronomique avec trois étoiles Michelin en Belgique jusqu'en 2021.
En 2003, Stijn Van der Beken de Hof van Cleve a été reconnu comme le «Meilleur Sommelier de Belgique 2004».
Depuis 2004, le restaurant a également obtenu une note de 19,5 sur 20 selon Gault et Millau,.
En 2007-2008, les menus du Hof van Cleve ont été servis en style brasserie dans la brasserie du Musée et le café du Musée situés à Bruxelles.
En 2012, le sommelier du restaurant Pieter Verheyde a été nommé «Meilleur Sommelier de Belgique 2012». En 2016, Mathieu Vanneste de Hof van Cleve a été honoré du même prix.
En 2020, le restaurant a été fermé en raison de la pandémie de Covid-19 pendant le premier (mars - juin 2020) et le deuxième (octobre 2020 - juin 2021) confinement,.
En 2020, le sommelier du restaurant Tom Ieven, qui a débuté chez Hof van Cleve en janvier 2019, a été nommé «Meilleur Sommelier de l'année 2021» par Gault et Millau.

## Gestion
Peter Goossens est le chef du Hof van Cleve,.
Il est propriétaire du restaurant avec sa femme Lieve,.

## Récompenses
En 2021, Hof van Cleve a reçu le Best of Award of Excellence 2021 par Wine Spectator.
En 2020, il a été reconnu comme le meilleur restaurant de Belgique avec les World Culinary Awards.
En 2019, il figure parmi les 20 meilleurs restaurants du monde dans le magazine français Le Chef. Hof van Cleve a également été inclus dans le Top 30 Best Restaurants in the World en 2016 et Top 25 Best Restaurants in the World en 2015 par Le Chef.
En 2018, il a également été classé comme le seul restaurant belge dans le Top 100 des meilleurs restaurants du monde 2018 (№36) par le magazine français Le Chef.
En 2017, le restaurant a reçu le Prix Cristal 2017 du Club Royal des Gastronomes de Belgique.
Depuis 2016, Hof van Cleve a été classé premier parmi les 60 «Meilleurs restaurants du monde» avec 94\100 points par WBP Stars,.
En 2014, il a été élu  troisième meilleur restaurant du monde par le magazine FOUR.
Depuis 2012, Hof van Cleve est le seul restaurant belge dans le Top 100 des meilleurs restaurants du monde sur Elite Traveler,.
Il a été élu 17ème (2010) et 15ème (2011) meilleur au monde par le Top 50 du magazine Restaurant et possède trois étoiles au Guide Michelin,.
Depuis 2006, Hof van Cleve est reconnu comme l'un des 50 meilleurs restaurants du monde,,.

## Liens Externes
- Site officiel